# اسکرابر جلبک

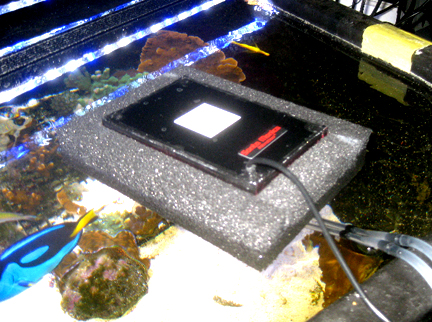
یک دستگاه اسکرابر

اسکرابر جلبک (به انگلیسی: Algae scrubber) یک دستگاه تصفیه آب است (که نباید با یک پد اسکرابر که برای پاک کردن شیشه استفاده می‌شود اشتباه گرفته شود) که برای رشد از نور بهره می‌برد؛ در این فرایند، مواد شیمیایی نامطلوب از آب خارج می‌شوند.
اسکرابر جلبک‌ها به ماهیان دریایی و آکواریوم آب شیرین و حوضچه‌های آبریز اجازه می‌دهد تا مخازن خود را به نحوی که از اقیانوس‌ها و دریاچه‌ها استفاده می‌کنند، از فیلترهای طبیعی به شکل تولید اولیه بهره می‌برند.
بارور کردن آهن و تغذیه اقیانوس هر دو تکنیک‌هایی هستند که تولید اولیه جلبک‌ها در اقیانوس‌ها را افزایش می‌دهد که مقدار زیادی مواد مغذی و دی‌اکسید کربن را مصرف می‌کند. این‌ها همان مواد مغذی هستند که جلبک‌ها در یک آکواریوم یا آبگیر مصرف می‌کنند.
اسکرابر جلبک آب را با حرکت آب به سرعت بر روی سطح خشن و بسیار روشن، که باعث می‌شود جلبک‌ها در مقادیر زیاد رشد کنند، فیلتر می‌کند. جلبک‌ها در زمان رشد، مواد مغذی مانند نیترات، فسفات، نیتریت، آمونیاک، آمونیوم و حتی فلزاتی مانند مس از آب مصرف می‌کنند. این مواد مغذی به طور معمول یک مشکل در آکواریوم‌ها و حوضچه‌ها هستند چون باعث می‌شوند جلبک‌ها را از بین ببرند و همچنین باعث ایجاد بیماری و یا مشکلات دیگر در ماهی‌های آکواریومی، بی مهرگان و مرجان‌ها می‌شوند. اسکرابر جلبک به جلبک‌ها اجازه می‌دهد تا رشد کنند، اما جلبک‌ها در داخل فیلتر به جای آن در آکواریوم یا حوضچه رشد می‌کنند. این باعث حذف مواد مغذی اضافی (اسکراب آب)، کم شدن جلبک‌های مزاحم در آکواریوم یا حوضچه می‌شود.
جلبک‌های عجیب و غریب در آکواریوم یا حوضچه نباید با جلبک‌های مورد نظر در فیلتر شیشهٔ جلبک خود اشتباه گرفته شوند. جلبک‌هایی که در اسکرابر جلبک رشد می‌کنند، می‌توانند برداشت شده و یا به حیوانات انتقال یابند.
اسکرابر جلبک‌ها هم در آب شور و هم در آب شیرین استفاده می‌شوند و جلبک‌های مضر چندین نوع از جمله: سایانو یا لجن، حباب، مو، Chaetomorpha,Caulerpa، و جلبک‌های فیلم، و همچنینdinoflagellatesوAiptasia استفاده می‌شود.

## تاریخچه
اسکرابر جلبک توسط دکتر والتر آدی ابداع شد، که در اواخر دهه ۱۹۷۰ شروع شد، او مدیر آزمایشگاه سیستم‌های دریایی در موزه تاریخ طبیعی، موسسه اسمیتسونیان (واشینگتن دی سی، ایالات متحده آمریکا) بود. تحقیق او در مورد انواع مختلف جلبکها، به خصوص در نقش اکولوژیکی آنها در صخره‌های مرجانی، به او فهماند که چگونه اقیانوس (به ویژه یک مرجانی) "مواد غذایی"را بازیافت می‌کند. نمایشگاه‌های مختلف با اندازه ۳۰۰۰ گالن و مدل‌های مختلف سیستم‌های زیست‌محیطی آبزی از جمله یک مرجانی گرمسیری صخره/لجن که "پس از ۸ سال بسته شدن [به محیط زیست] توسط او طراحی و ساخته شد، پارامترهای شیمیایی خود را تنها توسط یک جلبک اسکرابر کنترل کرد. این سیستم که توسط یک گروه چندجانبه از زیست‌شناسان مورد خوانده شد، میزان کالسیفیکاسیون [میزان رشد مرجانها] برابر با بهترین ۴ درصد صخره‌های وحشی و ۵۴۳ گونه شناسایی شده و حدود ۸۰۰ گونه بود که در واحد سطح به عنوان بیشترین میزان صخره‌های بیولوژیکی اندازه‌گیری شده است.
در سه نسخه از کتاب او، دینامیک آکواریا، دکتر آدی، جزئیات کار خود را دقیق توصیف کرد و در اصول علمی، ملاحظات فیزیکی، شیمیایی و بیولوژیکی را برای ساخت یک سیستم زیست‌محیطی در محفظه از اندازه آکواریوم یا میکروکوزم (تا ۵۰۰۰گالن), و یا mesocosm اندازه (بیشتر از ۵۰۰۰ گالن). او در توصیف اسکراب جلبک دریایی که طراحی کرده بود، توضیح داد که حذف مواد مغذی اضافی تنها عملکرد آن نیست با کار کردن اسکرابر در شب هنگامی که مخزن اصلی به مرحله تنفسی متفاوت منتهی شد (گیاهان اکنون اکسیژِن را جذب کرده و تولید نمی‌کنند), اسکرابر سطح اکسیژن را حفظ کرده و با جلو گیری از بالا بردن دی اکسید کربن از ایجاد ساختن، با استفاده از PH تأثیر می‌گذارد.